# Kraï de Krasnodar
Ne doit pas être confondu avec Kraï de Krasnoïarsk.

Carte politique du Caucase. Le kraï de Krasnodar se situe au nord-ouest sur la carte.

Le kraï de Krasnodar (en russe : Краснода́рский край, Krasnodarski kraï, littéralement : territoire de Krasnodar) est une subdivision régionale de la Russie, située dans le district fédéral du Sud. Sa capitale administrative est la ville de Krasnodar.
Le kraï de Krasnodar enclave la république d'Adyguée, elle-même sujet de Russie.

## Géographie

Carte du kraï.

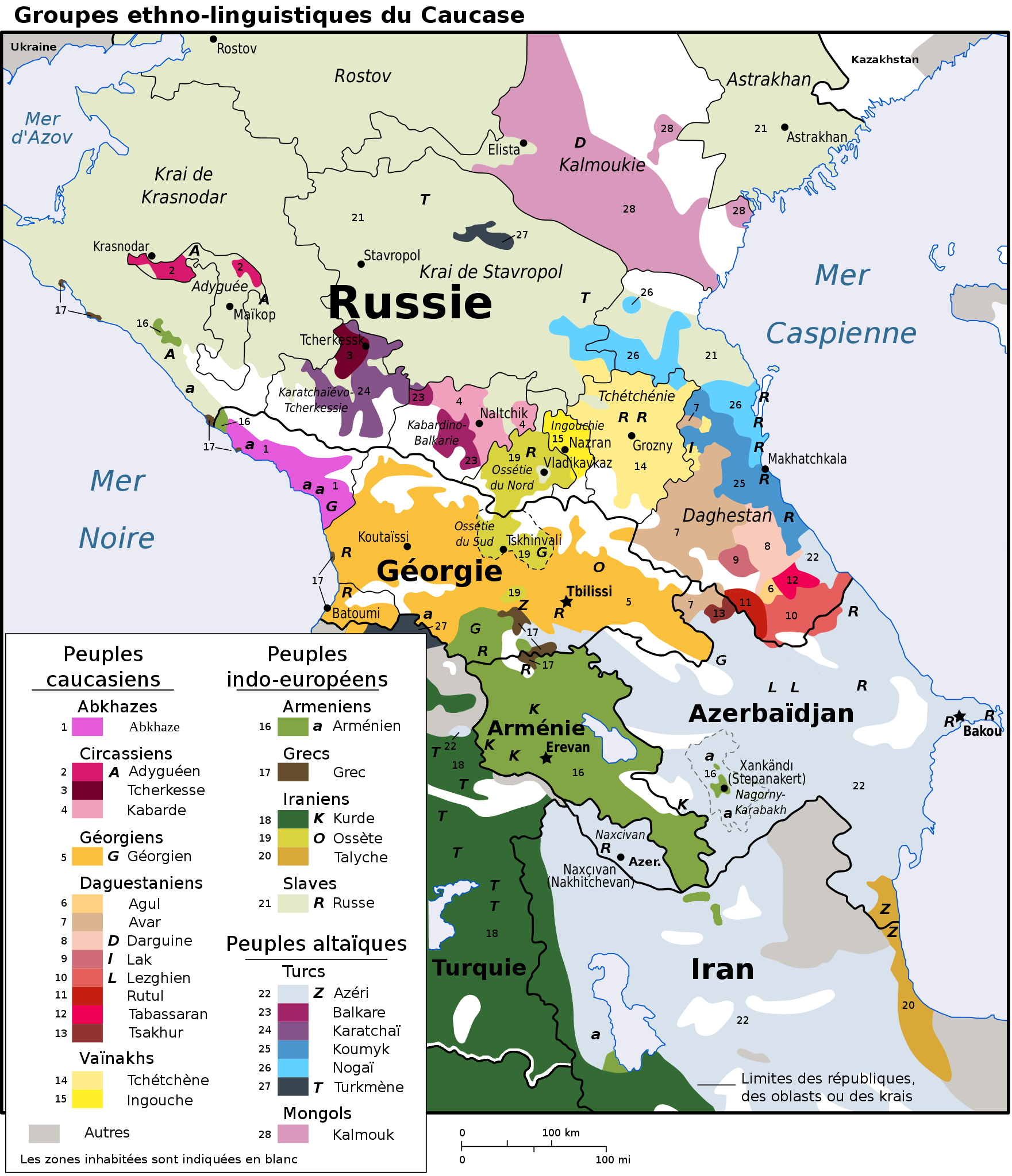
Ethnies et langues au Caucase.

La superficie du kraï est de 75 485 km2.

### Géographie physique
Le kraï de Krasnodar se trouve au sud de la Russie. Il est bordé par les rives de la mer d'Azov et de la mer Noire et il est séparé de la péninsule de Crimée par le détroit de Kertch. Il compte au total 800 km  de frontière terrestre et 740 km de frontière maritime. Le fleuve Kouban divise en deux parties le territoire du kraï. Une partie nord constituée de plaine (2/3 du territoire) correspondant à une portion de la steppe pontique et une partie sud constituée de montagne essentiellement (1/3 du territoire) correspondant à l'extrémité occidentale de la chaîne du Grand Caucase. Le nom du fleuve Kouban est utilisé habituellement pour désigner l'ensemble de la région.
Par rapport aux États étrangers situés à proximité de la Russie, le kraï de Krasnodar se trouve vraisemblablement à proximité immédiate de l'Ukraine et de la Géorgie, alors que les relations de la Russie avec ces deux pays sont complexes.

### Climat
Les deux tiers septentrionaux du territoire du kraï possèdent un climat continental avec des hivers relativement froids (une température de −33,7 °C a été enregistrée en janvier 2006 à Krasnodar) et des étés chauds. Ils sont occupés par la steppe. Au nord de Touapsé, le rivage de la mer Noire bénéficie d'un climat méditerranéen et au sud d'un climat subtropical humide, aux étés plus arrosés.
Dans la nuit du 6 au 7 juillet 2012, des pluies torrentielles suivies de crues ont causé la mort de 171 personnes, principalement dans le district de Krymsk,.

### Ressources naturelles
Le territoire du kraï de Krasnodar renferme de nombreuses ressources minérales. Elles se concentrent surtout dans les zones de montagne et leurs piémonts. Ainsi on trouve des gisements de pétrole, de gaz naturel, de marne, de calcaire, de sable, de gravier, de minerai de fer, d'apatite et de sel gemme. Le kraï de Krasnodar est la première région de Russie à avoir exploité des gisements de pétrole. La production de pétrole y débuta dès 1864.
Le kraï renferme également la plus importante réserve d'eau douce souterraine d'Europe, le bassin de Kouban-Azov. On trouve aussi d'importantes réserves d'eau thermale et minérale.
Le bois constitue une autre importante ressource pour le kraï. La forêt recouvre une surface de 18 000 km2 et a une grande importance environnementale. Le chêne et le hêtre occupent respectivement 49 % et 19 % de la surface forestière.

## Histoire
Jusqu'à la révolution d'Octobre en 1917, la majeure partie de l'actuel territoire du kraï de Krasnodar faisait partie de l'oblast du Kouban. L'oblast du Kouban avait été fondé en 1860 par les cosaques du Kouban qui étaient les principaux occupants de la région.

## Population et société

### Démographie
Parmi la population de la région recensée en 2008, on avait 53 % d'urbains et 47 % de ruraux, pour une densité de 67,1 hab/km2. Alors que la plupart des régions de Russie ont vu leur population décroître durant la période post-soviétique, le kraï de Krasnodar a connu une évolution inverse. Sa population a augmenté de 10 % soit un gain de 400 000 habitants et même de 1 million d'habitants si on tient compte de la population de résidents non permanents dans l'oblast. En effet un grand nombre de migrants en provenance du sud de la Russie et du nord du Caucase affluent dans l'oblast pour y exercer un travail temporaire.
| 2002      | 2008      | 2010      | 2012      | 2016      |
| --------- | --------- | --------- | --------- | --------- |
| 5 125 221 | 5 121 799 | 5 160 656 | 5 281 164 | 5 513 804 |

| 2019      | - | - | - | - |
| --------- | - | - | - | - |
| 5 648 254 | - | - | - | - |

| Année | Fécondité | Fécondité urbaine | Fécondité rurale |
| ----- | --------- | ----------------- | ---------------- |
| 1990  | 2,06      | 1,90              | 2,30             |
| 1991  | 1,93      | 1,76              | 2,17             |
| 1992  | 1,77      | 1,59              | 2,00             |
| 1993  | 1,55      | 1,40              | 1,76             |
| 1994  | 1,57      | 1,43              | 1,75             |
| 1995  | 1,49      | 1,36              | 1,66             |
| 1996  | 1,38      | 1,26              | 1,54             |
| 1997  | 1,29      | 1,19              | 1,42             |
| 1998  | 1,27      | 1,15              | 1,42             |
| 1999  | 1,20      | 1,10              | 1,33             |
| 2000  | 1,26      | 1,16              | 1,39             |
| 2001  | 1,30      | 1,19              | 1,46             |
| 2002  | 1,35      | 1,22              | 1,52             |
| 2003  | 1,39      | 1,26              | 1,57             |
| 2004  | 1,41      | 1,32              | 1,53             |
| 2005  | 1,33      | 1,26              | 1,43             |
| 2006  | 1,34      | 1,27              | 1,43             |
| 2007  | 1,45      | 1,35              | 1,57             |
| 2008  | 1,55      | 1,45              | 1,67             |
| 2009  | 1,57      | 1,46              | 1,71             |
| 2010  | 1,57      | 1,46              | 1,70             |
| 2011  | 1,58      | 1,55              | 1,62             |
| 2012  | 1,70      | 1,68              | 1,72             |
| 2013  | 1,72      | 1,74              | 1,70             |
| 2014  | 1,81      | 1,82              | 1,77             |
| 2015  | 1,84      | 1,91              | 1,74             |
| 2016  | 1,83      | 1,92              | 1,69             |
| 2017  | 1,72      | 1,80              | 1,58             |

### Principales villes
| 1  | Krasnodar            | 1 099 344 |
| 2  | Sotchi               | 466 078   |
| 3  | Novorossiïsk         | 262 293   |
| 4  | Armavir              | 187 177   |
| 5  | Ieïsk                | 82 943    |
| 6  | Anapa                | 81 863    |
| 7  | Guelendjik           | 80 204    |
| 8  | Kropotkine           | 75 858    |
| 9  | Slaviansk-na-Koubani | 62 985    |
| 10 | Touapsé              | 61 571    |

### Composition ethnique
| Population (2010) | Nationalité | Pourcentage de la population totale |
| ----------------- | ----------- | ----------------------------------- |
| 4 522 962         | Russes      | 88,3 %                              |
| 281 680           | Arméniens   | 5,5 %                               |
| 83 746            | Ukrainiens  | 1,6 %                               |
| 24 840            | Tatars      | 0,5 %                               |
| 22 595            | Grecs       | 0,4 %                               |
| 17 826            | Géorgiens   | 0,3 %                               |
| 16 890            | Biélorusses | 0,3 %                               |
| 13 834            | Adyguéens   | 0,3 %                               |
| 12 920            | Tsiganes    | 0,3 %                               |
| 12 171            | Allemands   | 0,2 %                               |
| 10 165            | Azéris      | 0,2 %                               |
| 8 527             | Turcs       | 0,2 %                               |
| 79 768            | Autres      | 1,5 %                               |

Les Russes se concentrent surtout dans l'ouest et le nord du kraï. Beaucoup d'entre eux utilisent la langue ukrainienne pour un usage domestique. Les Arméniens sont surtout présents dans le sud, en particulier à Sotchi et Krasnodar. Quant aux Grecs, aux Allemands et aux Turcs, ils ont vu leur effectif chuter à la suite de la répression dont ils ont fait l'objet dans les années 1930-1940. Les Adyguéens, qui constituent la population autochtone du kraï de Krasnodar, ne sont pourtant plus très nombreux, car la plupart d'entre eux ont été tués au moment de l'invasion russe de 1864 ou se sont réfugiés dans l'Empire ottoman.

## Tourisme
L'endroit est un important lieu touristique, la région ayant accueilli 16 millions de touristes russes en 2019[réf. souhaitée].
Située sur les côtes de deux mers, la mer Noire et la mer d'Azov, elle possède de nombreux lieux de villégiature (comme Anapa, Guelendjik, Novorossiïsk et Ieïsk). La destination la plus populaire est Sotchi et sa banlieue.

## Transport
La région est une importante infrastructure portuaire avec le port d'Ieïsk, le port de Kavkaz, le port de Novorossiïsk, le port de Sotchi, le port de Taman et celui de Touapsé. Des aéroports à Anapa, à Ieïsk, à Guelendjik, à Krasnodar et à Sotchi mais aussi la base aérienne de Primorsko-Akhtarsk. Le pont de Crimée reliant le kraï à la Crimée pour la route et les voies ferroviaires.

## Source
- (ru) Cet article est partiellement ou en totalité issu de l’article de Wikipédia en russe intitulé « Краснодарский край » (voir la liste des auteurs).